# Ouma Rusks

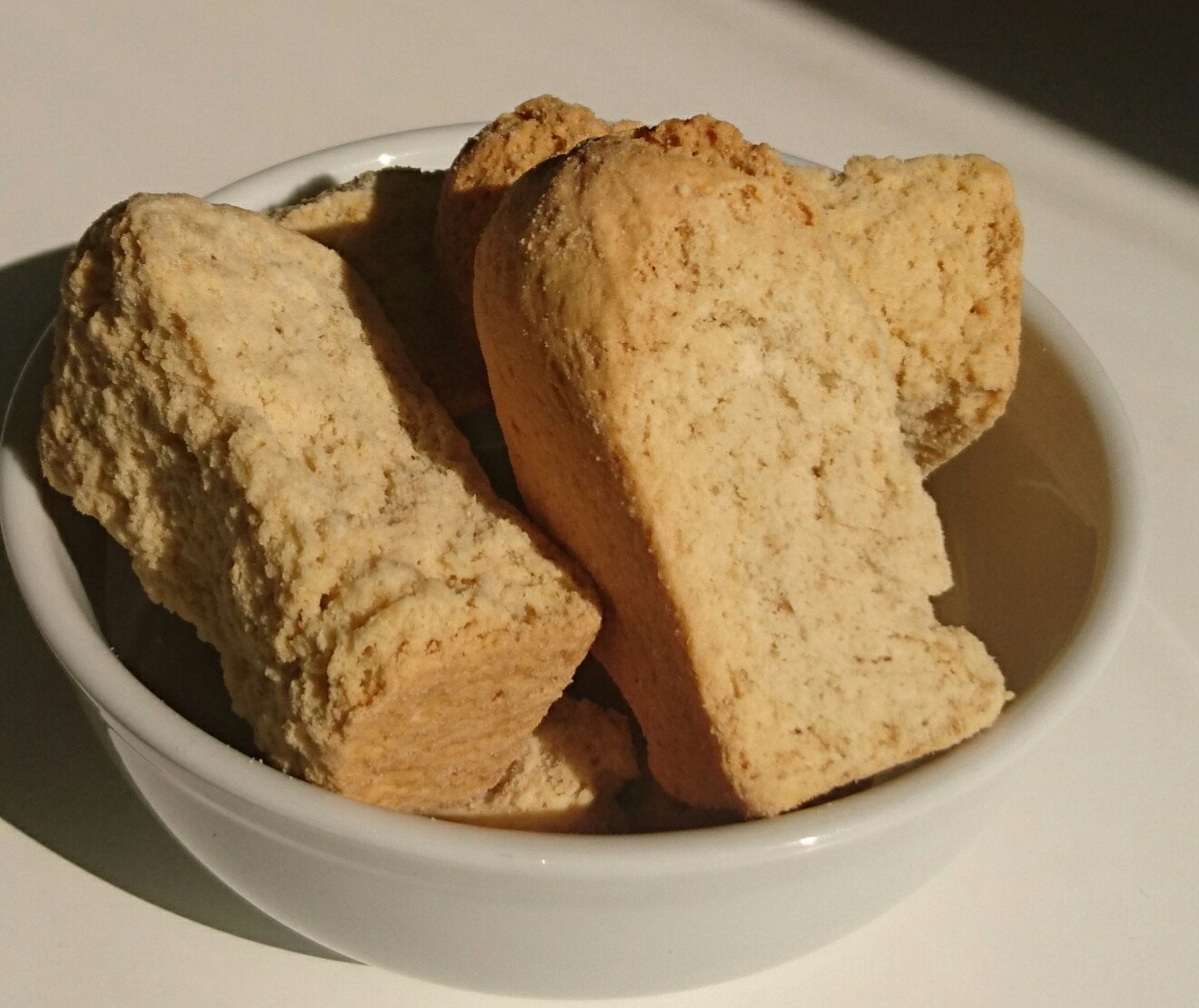
Ouma-beschuiten

Ouma Rusks (Afrikaans: Ouma Beskuit, letterlijk oma-beschuiten) is een Zuid-Afrikaans merk van beschuiten. 
De typische balkvormige beschuiten zijn bedoeld om in koffie of thee te doppen vooraleer opgegeten te worden. De slogan is Doop 'n Ouma (Afrikaans) of Dip 'n Ouma (Afrikaans Engels); letterlijk dus doop 'n oma, naar de afbeelding van een oudere vrouw (oma) op de verpakking.
De beschuiten worden in de Oost-Kaapse stad Molteno geproduceerd door FoodCorp en zijn beschikbaar in meerdere smaken, zoals gecondenseerde melk en karnemelk.